# Genootschap
Een genootschap is een vereniging wier leden genoten genoemd worden. Elk lid verbindt vrijwillig zijn lot met dat van andere deel- of lotgenoten aan het wel en wee van de vereniging. Een synoniem is gezelschap. Opdat er sprake zou zijn van een genootschap dient een aantal vormelijke kenmerken aanwezig te zijn:
- Omvang en samenstelling: Het aantal leden van een genootschap is beperkt. Een genootschap kan omvangrijk zijn, maar is nooit een massavereniging. Hieruit vloeit zijn enigszins besloten karakter voort. Men wordt niet automatisch lid op eigen aanvraag.
- Doelstelling: Het doel van een genootschap wordt door de leden zelf altijd met een zekere mate van ernst nagestreefd, onafhankelijk van de vraag of dit doel groot maatschappelijk belang heeft, of niet. Hieruit vloeit ook zijn plechtig karakter en belang voor decorum voort.

## Soorten
- Discreet genootschap
- Geheim genootschap
- Initiatiegenootschap
- Kerkgenootschap
- Wetenschappelijk genootschap
- Moresgenootschap

## Voorbeelden
- Bataafs Genootschap voor Proefondervindelijke Wijsbegeerte
- Genootschap Kunstliefde
- Genootschap Onze Taal
- Genootschap van de Heilige Kindsheid
- Het Apostolisch Genootschap
- Koninklijk Nederlands Aardrijkskundig Genootschap
- Louis Couperus Genootschap
- Natuurkundig Genootschap der Dames
- Nederlands Genootschap van Hoofdredacteuren
- Nederlandsch Onderwijzers Genootschap
- Olivaint Genootschap van België
- Religieus Genootschap der Vrienden
- Republikeins Genootschap (1996)
- Republikeins Genootschap (2017)
- Rotary International
- Ruusbroecgenootschap
- Russisch Geografisch Genootschap
- Thule-Gesellschaft